# Palaeosepsioides neotropicanus
Palaeosepsioides neotropicanus är en tvåvingeart som beskrevs av Ozerov 2004. Palaeosepsioides neotropicanus ingår i släktet Palaeosepsioides och familjen svängflugor.
Artens utbredningsområde är Panama. Inga underarter finns listade i Catalogue of Life.